# Preganjanje kristjanov v rimskem cesarstvu
Preganjanje Kristjanov v rimskem cesarstvu je bil proces, ki se je dogajal sporadično več kot dve stoletji in je v veliki meri slonel ne le na uradnih preganjanjih, ki so jih organizirali cesarji, temveč je temeljil tudi na samoiniciativnosti posameznih lokalnih oblasti in prebivalstva samega. 
Preganjanje je močno vplivalo na razvoj krščanske liturgije, cerkvene organizacije in mentalitete same vere. Krščanstvo je v tem obdobju prešlo iz sprva preganjane in dokaj obskurne sekte judaizma v eno izmed uradnih in priznanih religij cesarstva, po 381 n. št. pa je postalo tudi edina uradna in dovoljena religija. 
Obdobje preganjanja je moč razdeliti na zgodnje obdobje do Decijevega preganjanja 250/251, ko je prihajalo do ad hoc nasilnih izgredov, katerih tarče so bile vse verske manjšine, ne le krščanstvo, in na pozno obdobje od Decija do Milanskega edikta 313 n. št., ko je prišlo do načrtnega in od države organiziranega preganjanja celotne krščanske skupnosti z namenom izkorenitve vere. 

## Obdobje zgodnjega preganjanja
Preganjanje krščanske skupnosti v rimskem cesarstvu se prične z Neronovim dekretom o napadu na Kristjane 64 n. št., ko je prišlo do prvih od cesarja privoljenih napadov na krščansko skupnost.
Postopoma je nasprotovanje do Kristjanov rastlo in v drugem stoletju n. št. imamo celo podatke, da so ljudje sporadično začeli obmetavati Kristjane s kamni, občasno je prišlo do nasilnih izgredov prebivalstva, kar je bilo predvsem motivirano zaradi sektarskih nesoglasij in nasilja znotraj samega krščanstva. Potrebno se je zavedati, da vse do Decijevega preganjanja kristjani v glavnem niso bili tarča nasilja s strani cesarjev, temveč ljudstva in lokalnih oblasti.
Tako npr. poročajo nekateri judovski in krščanski viri o preganjanju za čas Domicijanovega cesarjevanja, čeravno je dandanes to močno diskutirano. Evzebij je npr. poročal, da so bili kristjani tako izgnani kot tudi ubiti, a natančnejših virov o tem nimamo. Zaradi tega velja dandanes konsenz, da je preganjanje sicer obstajale, ampak v neorganizirani obliki in da so bile vesti o vsem tem po vsej verjetnosti prenapihnjene s strani krščanskih piscev. 
Za čas Trajana poroča Plinij mlajši, da mu je Trajan svetoval, da naj uporne kristjane v Bitiniji in Pontu da ubiti, če se ne bodo pripravljeni spreobrniti v državno vero. Nekateri državljani so bili celo poslani v Rim, kjer so jim sodili. 
Cesar Hadrijan je tudi dobival prošnje provincialnih guvernerjev, ki so ga spraševali, kako se naj lotijo kristjanov. Hadrijan jim je svetoval, da dejstvo, da je človek kristjan še ni dovolj, da je lahko obsojen in je ukazal, da se napadi na kristjane ne smejo dogajati ter da bodo tisti, ki jih bodo napadali, sami prejeli kazen. Število nasilnih izgredov se poveča za čas cesarjevanja Marka Avrelija, a dandanes je vprašljivo, do kolikšne mere so ta poročila točna. Prav tako se ne ve, kako natančno je bil cesar Mark Avrelij sploh obveščen o teh dogajanjih. Kljub temu imamo poročila da so bili kristjani tarče nasilnih izgredov in napadov, sužnji, katerih gospodarji so bili kristjani so pa mnogokrat pričali, da so njihovi gospodarji kanibali. 
Zadeve so za kristjane se poslabšale za čas cesarjevanja Septimija Severa, saj je ta izdal več ediktov, ki je prepovedal prehod v judovsko in krščansko vero. Evzebij tako npr. Severa opiše kot preganjalca, a Tertulijan ga označi kot kristjanom prijaznega cesarja. Dandanes se predvideva, da Sever ni izdal večine dekretov, temveč da je dandanes znan kot preganjalec le zato, ker je za čas njegovega cesarjevanja prišlo do mnogih nasilnih izgredov. Za čas prvega cesarja obdobja vojaških cesarjev Maksimina Tračana je prišlo do poslabšanja razmer. Kristjani so morali častiti rimske bogove, v drugačnem primeru so pa bili državljani izgnani ali pa obglavljeni, sužnji in tujci, ki so bili kristjani, so pa bili izpostavljeni zverem v javnih spektaklih. 
A tekom prve polovice tretjega stoletja se zadeve še vedno niso spreminjale – razen redkih cesarjev so nasilni izgredi zoper kristjane prihajali od spodaj, ne od zgoraj.

## Obdobje načrtnega preganjanja

### Od Decija do Numerijana
Glavna vira za to obdobje sta Laktancij in Evzebij. Medtem, ko je Evzebij iz Cezareje dokaj verodostojen vir, je pa potrebno Laktancija brati z zmerno skepso. Njegov spis o preganjanju Kristjanov je načrtno napisan kot napad na poganske vladarje in je zato dokaj problematičen vir. 
Cesar Decij je v letih 249-251 izdal več ediktov, s katerim je vsem prebivalcem cesarstva (razen Judom) ukazal, da morajo žrtvovati ob prisotnosti rimskega magistrata državnim bogovom, saj je verjel, da bo tako povečal zavest do cesarstva. Vsak, ki je žrtvoval je dobil pisno potrdilo o tem – libellus. Ta edikt je bil namenjen vsem in ni dokazov, da je bil specifično uperjen zoper Kristjane. Decijev edikt je bilo prvič v zgodovini cesarstva, da so širom celotne države ljudje morali spoštovati enoten verski edikt in zaradi tega je ostal v krščanski mentaliteti. Nekateri višjerangirani v cerkveni organizaciji so izbrali mučeniško smrt, saj niso želeli žrtvovati, drugi so šli v izgnanstvo ali pa so se skrivali, spet mnogi so žrtvovali in se kasneje kesali. Vprašanje, ali so ti, ki so žrtvovali še del krščanske skupnosti je ostalo pereče vprašanje in je sprožilo t.i. Donatistični spor. Edikt je trajal le osemnajst mesecev, a za mnoge je to bilo obdobje travm in strahu in zaradi tega je toliko piscev to obdobje tudi opisalo tako na dolgo. 
Po Deciju je cesar postal Valerijan, ki je vladal v letih 253-260. Valerijanovi protikrščanski edikti so za višje cerkvene službe predvidevali izgon, za nižje pa prisilno delo v rudnikih in so bili namenjeni temu, da bi ljudje odpadli od vere in verskih služb. Je pa v dobi protikrščanskih in Valerijanovih ediktov prišlo tako do izgonov, zaplemb in usmrtitev kot tudi do sodnih primerov, kjer so kristjani dobili tožbe. Kristjani, ki so bili del familiae Caesar so bili zasužnjeni. Dejstvo, da so v sami cesarski pisarni obstajali kristjani je odraz tega, da so bili Decijevi edikti izpred nekaj let neuspešni in niso zaustavili širitve krščanstva.
Cesar Galijen (253-268) je po padcu cesarja Valerijana v perzijsko ujetništvo izdal tri edikte (tako Evzebij), s katerimi je ustavil preganjanje kristjanov, odredil, da se jim vrne premoženje in ukazal vrnitev pokopališč. Galijen je to odločitev sprejel v precej težkih okoliščinah, saj je prej tudi sam sodno preganjal kristjane in ni čisto jasno, kaj je zahteval za izdajo takih ediktov. 
Verjetna razlaga je ta, da je cesar Galijen želel podporo kristjanov, ki so bili precej številčni na ogroženem Vzhodu rimske države, saj je zaradi uzurpacij in vdorov sam na Zahodu precej polne roke. V praksi edikt ni prinesel velikih sprememb, toleranca je bila zelo omejena in se je izvajala le na ozemljih neposredno pod Galijenovo oblastjo. Krščanstvo se je v tistem času le počasi širilo v višje družbene sloje, ki bi lahko dosegli spremembe za kristjane na tem področju. Razen tega, da je s tem ediktom vera postala vsaj tolerirana, tudi brez pravne podlage, je verjetno napravila odnosu med kristjani na eni in državo na drugi strani nove temelje, ki so bili s kasnejšim milanskim ediktom nadgrajeni. Verjetnost tega, da je bilo krščanstvo v praksi tolerirana in ne dovoljena vera potrjujejo podatki iz Evzebija, da so tudi v času veljavnosti teh ediktov dogajala mučeništva in usmrtitve kristjanov, čeprav posamičnih dogodkov ni mogoče povsem natančno datirati. Tako gre bolj za preklic Valerijanovih protikrščanskih ediktov, kot pa novo pravno podlago za ureditev odnosov. Poleg tega Galijenov edikt ni doživel velike odmevnosti, viri ga zgolj omenijo in mu ne posvečajo velike pozornosti, kakšno besedo več so mu posvetili šele kasnejši zgodovinarji (Orozij v 5. stoletju), ki so izdajo edikta Galijenu pripisali zaradi strahu pred grozno usodo, ki je doletela njegovega očeta Valerijana. 
Cesar Avrelijan, ki je načrtoval preganjanje kristjanov, ga ni izvedel, ker je bil prej ubit. Avrelijanu je sledil cesar Proba (276-281), o katerem je malo zanesljivih podatkov, kar jih je, poročajo o več mučeništvih, vendar so poročila zelo nezanesljiva.
V času naslednjega cesarja Numerijana imamo spet poročila o več mučeništvih, ki so jih nekateri pisci zaradi podobnosti imen in usode (perzijsko ujetništvo) zamenjali z Valerijanom. Numerijan naj bi imel brata Karina, ki je bil krščanstvu bolj naklonjen, bil je nameščen na Vzhodu in naj bi po smrti maščeval svojega brata, vendar je zanesljivih informacij bolj malo. Gre za to, da sta bila tako Numerijan kot Dioklecijan pri poganskih piscih zelo čislana, Karin pa ne, obratno je bilo pri krščanskih piscih, le da je bolj v ospredju preganjanje Dioklecijana in Maksimina, Numerijan je zanemarjen. Karin je kot začetnik krščanske dinastije, iz katere so izšli vsaj trije bolj svetniki, omenjen v več hagiografijah, ki so nastale kasneje, v 6. in 7. stoletju. To obdobje so bolj zanesljivo opisali krščanski pisci, med njimi škof in mučenec Viktorin iz Petovie, od katerega se nam je ohranil komentar h knjigi Razodetja (Apokalipse), kjer na več mestih referira na mučenja in preganjanja kristjanov v času od cesarja Decija, Viktorin pa naj bi umrl v času cesarja Dioklecijana. Ohranjena je tudi pridiga k Mt 25,1-13 o dobrih in slabih kristjanih, kjer naročajo, naj kristjani oprostijo svojim preganjalcem, obiskujejo ječe, pomagajo ljudem na prisilnem delu in drugih nesrečnih situacijah, v katerih so se znašli kristjani. Seznam teh nesreč ne omenja usmrtitev, omenja pa najtežje kazni (prisilno delo v rudnikih npr.), iz česar bi mogli sklepati, da se je država izogibala usmrtitvam zaradi mučeništev in prikazuje za kristjane negotove čase.

### Dioklecijanovo preganjanje
Najhujše obdobje je bilo poslednje veliko preganjanje kristjanov v cesarstvu, a je obenem bilo najhujše. Preganjanje se je pričelo s posebnim ediktom febuarja 303 n. št. in je videlo porast nasilja nad kristjani. Nadaljnje so bili izdani še trije edikti, ki so omejevali pravice kristjanov, med celotnim preganjanjem pa naj bi umrlo nekje med 3000 in 3500 ljudi. Za čas Dioklecijanovega preganjanja je prišlo do več instanc mučenja, posebej med višjerangiranimi škofi, za čas najhujših preganjanj je pa bilo vsem prebivalcem cesarstva ukazano, da morajo svojo lojalnost dokazati z obrednim žrtvovanjem rimskim bogovom. Preganjanje se ni izvajalo po celotnem cesarstvu z isti mero vehementnosti, saj je Konstancij Klor ostal relativno pasiven in ni sledil politiki trdega preganjanja.

### Po Dioklecijanu
Odstopu Dioklecijana 305 je sledilo obdobje tetrarhij, ko je prvo nastopil Konstancij I., ki je vladal delu cesarstva, kjer je bilo kristjanov bolj malo in zato niso predstavljali velike nevarnosti. Zaradi tega odnosa Konstancij ni doživel velike kritike piscev (Laktancij, Evzebij). Podobno blago politiko je prevzel Konstancijev cezar Severus. Za Konstantina poročajo, da je na svojem ozemlju po prevzemu naziva avgust povsem prekinil s preganjanjem kristjanov, prav tako mu pripisujejo, da je bil tudi sam kristjan, čeprav si viri niso edini, ali je to bil že pred prevzemom oblasti, ali se je dal krstiti pozneje. Maksencij, ki se je z nazivom cesarja poimenoval nedolgo za Konstantinom vendar ni postal del tetrerhije naj bi prav tako na svojem ozemlju (Italija in Afrika) prenehal s preganjanjem kristjanov. Leta 308 je sprejel zakon o večji verski svobodi na svojih ozemljih in celo sam razsodil nekaj primerov v prid kristjanov, ker je želel pridobiti njihovo zvestobo, ker tega ni imel od senata, zato se je hotel čim bolj distancirati od politike tetrarhov. To ni imelo nobenega haska, zapustili so ga vsi zavezniki, tudi Licinij in Galerij. 
Njegova ozemeljska soseda, Licinij in Konstantin sta prakticirala nepreganjanje kristjanov oziroma celo kristjanom naklonjeno politiko, zato vojaški obračuni med njimi niso imeli nobene pretirane verske konotacije, kot so o tem poročali kakšni krščanski pisci, ki so Konstantina kovali v zvezde. Maksencija so zaradi poročil, ki jih o njegovem vladanju pišeta Evzebij in Laktancij in domnev, da je na kovancih iz njegovega obdobja in ozemlja upodobljen križ, imeli za opredeljenega za krščanstvo, čeprav je bilo to precej malo verjetno in gre na kovancih boljk verjetno le za upodobitev rimske X (10), čeprav ni jasno, zakaj je bila oblika tega znaka na kovancih taka kot je bila in je ne najdemo drugje. Galerij je 311 izdal tolerančni edikt, ki se je ohranil v celoti. Preganjanje kristjanov, čeprav mu je bil Galerij za Dioklecijanom zelo naklonjen, je slednjič opustil, ker je uvidel, da ni več smiselno. Podpisali in izdali so ga vsi člani tetrarhije (Galerij, Licinij, Daja, Konstantin) in še Dioklecijan. Ta edikt se je ohranil pri Laktanciju, pri Evzebiju v grščini s preambulo in pri Rufinu, ki je prevedel od Evzebija. 
Zakon je uvedel versko svobodo in pravico do obnove svetišč. Sicer omenja tudi to, da so cesarji kristjane imeli za nelojalne državi, uporne in da na ljudstvo širijo ideje, ki so nasprotne navadam prednikov, da zavračajo stare zakone in javni red. Prav teza o širjenju idej na druge lahko potrdi tezo, da država krščanstva ne bi preganjala, če bi bilo omejeno na etnično skupino (judovstvo itd), oziroma če bi bilo v majhni, državi obvladljivi skupini. S temi izrazi sta predvsem Galerij in Dioklecijan nakazovala na stare edikte o preganjanju kristjanov in s tem ediktom poskusila to preganjanje, ki se je redno končevalo z mučnimi zasliševanji in tudi usmrtitvami. Ta moralna obsodba je v novem ediktu poskušala upravičiti prejšnja preganjanja. Pomenljivo je tudi, da jo je s tako vsebino podpisal tudi Konstantin, tedaj kristjanom najbolj naklonjen vladar. V osrednjem delu cesarji priznajo neuspeh preganjanja, ker kristjani državnih bogov in cesarja niso hoteli častiti, svojega Boga pa zaradi razrušenih cerkva, požganih cerkvenih knjig in pregnanih duhovnikov niso mogli častiti, kar je za poznoantične norme abnormalno. S tem so poskusili precej površno prikriti zelo očiten neuspeh preganjanj. Ker je ta skupina zaradi državne represije ostala brez religioznega življenja, so se cesarji sklicevali na višje vladarske ideale, kot so prizanesljivost in pomilostitev, zato so kristjane pravno legalizirali in jim dovolili ureditev prostorov za versko prakticiranje. Ne omenja vračila prejšnjih cerkvenih poslopij. Tako jim je ta edikt glede na dikcijo dal manj kot Galijenov iz 260, manj kot Konstantinov in Maksencijev zakon, zato se domneva, da je bila zadeva prepuščena izvedbi provincialnim namestnikom. V duhu te politike je Konstantin 313 odredil vračilo cerkva katoliški cerkvi na Zahodu, za Ilirik in Trakijo je to storil Licinij. Iz tega je v Milanu nastal Milanski edikt, ki je po pisanju bistveno bolj radodaren do kristjanov kot Galerijev, vendar se v praksi zadeve niso zelo spremenile. 
V sklepu Galerijevega edikta so cesarji prosili kristjane, naj molijo za dobro države in cesarje k svojemu Bogu, kar jih je pravno izenačilo s poganskimi žrtvovanji, poudarila legalizacijo krščanstva in mu priznala državotvorno vlogo. Razen Galerijevega se nam drugi prokrščanski zakoni niso ohranili v celoti, temveč le v zapisih v historiografskih tekstih, kar preučevanje verske tolerance v tem obdobju oteži. Preganjanje kristjanov je bilo v veliki meri odvisno od politike posameznih cesarjev in od politične situacije. Razen Galerija je bil eden hujših preganjalcev Dioklecijan, prenehanje preganjanja pa se je zgodilo bolj iz političnih kot iz verskih razlogov. 
Milanski edikt 313, ki je kristjanom v rimskem cesarstvu zagotovil popolno enakopravnost s pripadniki drugih veroizpovedi, ki sta ga izdala cesarja Konstantin in Licinij, pomeni pravni preobrat svetovnih razsežnosti, ker je bila rimska država organizirana po principu božje države. Krščanstvo je tako zgolj v nekaj letih postalo iz preganjane vere najprej dovoljena, potem pa še enakopravna vera.